# Exclusivité des compétences
L'exclusivité des compétences (ou immunité juridictionnelle) est, en droit constitutionnel canadien, une doctrine juridique qui empêche qu'une loi soit appliquée en dehors d'une compétence législative provinciale ou fédérale. Par exemple, lorsqu'une loi provinciale envahit une matière qui est de la compétence du gouvernement fédéral, la loi sera interprétée de manière à en exclure cette matière. La doctrine de l'exclusivité est invoquée lorsqu'il est jugé que la législation affecte un élément vital ou essentiel d'une matière en dehors du champ de compétence du gouvernement.
Une loi qui empiète sur les compétences législatives d'un autre ordre de gouvernement serait déclarée inapplicable à l'égard de l'autre ordre de gouvernement.
La doctrine s'applique tant au gouvernement fédéral qu'aux gouvernements provinciaux. Néanmoins, la quasi-totalité de la jurisprudence concerne des situations de lois provinciales empiétant sur des matières fédérales.